# José Rondizzoni
Giuseppe Rondizzoni Canepa conocido en español como José Rondizzoni (Mezzani, Ducado de Parma; 14 de mayo de 1788 - Valparaíso, Chile; 24 de mayo de 1866) Fue un militar italiano que participó activamente en la Independencia de Chile.

## Biografía
Rondizzoni nació en Mezzani, Ducado de Parma, el 14 de mayo de 1788. Hijo de Giovan Battista Rondizzoni y de Rosa Canepa, familia de linaje noble, acaudalada y de buena posición social. Abandonó sus estudios para ingresar a la guardia imperial francesa en 1807. Participó en las campañas del ejército de Napoleón a España en 1808 y Austria en 1809. En 1812 participó en la campaña a Rusia y al año siguiente en la de Alemania (batallas de Lutzen, Bautzen, Dresde, Leipzig, Magdeburgo). En 1815, con el rango de capitán y con la Legión de Honor, participó en la batalla de Waterloo.
Caído definitivamente el Imperio Napoleónico, volvió a Italia siendo admitido en el Regimiento del Ducado de Parma entonces gobernado por María Luisa de Austria. Deseoso de participar en acciones de la Independencia de América de España, se trasladó a Filadelfia, Estados Unidos. En esta ciudad conoció al general chileno José Miguel Carrera, asociándose a su proyecto y viajando con él a Buenos Aires en la goleta Clifton el 3 de diciembre de 1816.
Fracasadas las acciones de Carrera, por haberle despojado de sus buques y elementos de guerra en Argentina, Rondizzoni viajó a Chile para ingresar al ejército de José de San Martín en junio de 1817. Al llegar a Santiago, fue nombrado sargento mayor del Batallón N.º 2 de Línea. En 1818 participó en las campañas del sur, participando en la Sorpresa de Cancha Rayada, donde destaca por sus acertadas disposiciones evitó mayores bajas. En esta batalla Rondizzoni recibió un golpe, que lo obliga a estar inactivo durante un tiempo.
Debido a la muerte de los hermanos Juan José y Luis Carrera, abandona el ejército en mayo de 1818 junto a los otros dos militares "Napoleónicos": Guillermo Tupper y Jorge Beauchef. Al partir O´Higgins al exilio al Perú en 1823, Rondizzoni se reincorpora al ejército, siendo nombrado teniente coronel.
Participó en la Expedición Libertadora del Perú de ascendiendo a coronel. Tomó parte en las campañas de conquista de Chiloé en 1824 y 1826; en el Mocopulli (abril de 1824) su batallón se negó a entrar en combate porque se les debía dinero y esto contribuyó al fracaso de la campaña. Participó en la Guerra Civil de 1829-1830, peleando en la Batalla de Ochagavía y en la Batalla de Lircay en el bando de Ramón Freire. En este último confronte se retiró del campo de batalla después de ser herido, salvando su vida. Dado de baja del ejército se trasladó a Perú, Bolivia y de allí a El Salvador.
Por solicitud de Diego Portales, Rondizzoni regresa a Chile en 1840, siendo nombrado gobernador de Constitución el 12 de abril de 1842 y de Talcahuano el 29 de agosto de 1849.
Apoyó al gobierno en la Revolución de 1851, peleando en la Batalla de Loncomilla.
Entre 1852 y 1853 ejerció como Intendente de Concepción y en enero de 1853 con el mismo cargo en Chiloé.
Retirado de la vida pública, falleció en Valparaíso el 24 de mayo de 1866. Casado en primeras nupcias con Rosario Cuadras y en segundas con Dominga de la Cotera.

## Homenajes, distinciones y condecoraciones

### Condecoraciones
- Legionario de la Legión de Mérito de Chile ( Chile).

### Homenajes
En 1873 el intendente de Santiago Benjamín Vicuña Mackenna inaugura el parque Cousiño, nombrando a una de las calles que la circundan como "Avenida General Rondizzoni". En la misma avenida la estación de la línea 2 del Metro de Santiago lleva el nombre Rondizzoni.
La Universidad Bernardo O'Higgins nombró una de sus instalaciones como "Campus Rondizzoni".